# Coeriana malonia
Coeriana malonia là một loài bướm đêm trong họ Noctuidae.